# Reviens-moi
Pour plus de détails, voir Fiche technique et Distribution.
Reviens-moi (Atonement), ou Expiation au Québec et au Nouveau-Brunswick, est un drame romantique britannico-français réalisé par Joe Wright et sorti en 2007, inspiré du roman Expiation de Ian McEwan paru en 2001.
Le film met en scène James McAvoy, Keira Knightley, Romola Garai et Saoirse Ronan dans les rôles principaux et raconte une injustice et ses conséquences pendant soixante ans, des années 1930 jusqu'à aujourd'hui.
Le film débute alors qu'à treize ans, Briony Tallis, aspirant à devenir romancière, change irrévocablement le cours de plusieurs vies quand elle accuse l'amant de sa sœur aînée d'un crime qu'il n'a pas commis.
Le film ouvre le Festival international du film de Vancouver de 2007 et la 64e Mostra de Venise, faisant de Joe Wright le plus jeune réalisateur à ouvrir le festival, à l'âge de 35 ans. Le film est un succès commercial et atteint les 131 millions de dollars de recettes à l'international pour un budget estimé de 30 millions de dollars. Il reçoit des critiques positives, notamment pour ses performances, sa bande originale et sa photographie.
Reviens-moi remporte l'Oscar de la meilleure musique de film lors de la 80e cérémonie des Oscars et est nommé dans six autres catégories. Il est également nommé quatorze fois lors de la 61e cérémonie des British Academy Film Awards et remporte le Golden Globe du meilleur film dramatique lors de la 65e cérémonie des Golden Globes.

## Synopsis
L'histoire débute en 1935 en Angleterre. Briony Tallis, âgée de treize ans, vit dans un grand manoir avec sa famille aisée et prépare la représentation d'une pièce de théâtre qu'elle a écrite à l'occasion d'un rassemblement familial. En regardant par la fenêtre de sa chambre, elle épie Cecilia, sa sœur aînée, et Robbie, le fils de la gouvernante de la famille, pour lequel Briony a le béguin. Pendant une dispute près de la fontaine, Robbie casse accidentellement un vase et dit à Cecilia de rester où elle est pour éviter de se couper avec les tessons tombés par terre. Toujours énervée, Cecilia enlève ses vêtements pour plonger dans la fontaine et y récupérer l'un des tessons : Briony pense cependant que Robbie ordonne à sa sœur de se déshabiller et de plonger dans la fontaine.
Robbie écrit une lettre à Cecilia pour s'excuser. Dans un de ses brouillons qu'il comptait garder privé, il avoue explicitement son attirance physique pour elle. Il écrit ensuite une lettre plus formelle et la donne à Briony pour qu'elle la donne à sa sœur. Robbie réalise cependant qu'il a donné la mauvaise lettre. Briony lit la lettre avant de la donner à Cecilia puis va ensuite en parler avec Lola, sa cousine de quinze ans, en visite au manoir, qui traite Robbie d'obsédé sexuel. Paul Marshall, un ami de Leon, le frère aîné de Briony, se présente aux cousins de Briony et semble être attiré par Lola. Avant le dîner, Robbie s'excuse auprès de Cecilia pour sa lettre obscène et, à sa grande surprise, Cecilia lui avoue son amour pour lui. Ils commencent à faire l'amour dans la bibliothèque mais Briony arrive et pense que Robbie viole Cecilia.
Lors du dîner, les frères jumeaux de Lola disparaissent et une marche est organisée pour les retrouver. Dans l'obscurité, Briony voit Lola apparemment violée par un homme qui s'enfuit après avoir été découvert. Les deux fillettes parlent et Briony est convaincue qu'il s'agissait de Robbie. Lola, confuse, ne confirme pas ses dires. Les dires de Briony et de Lola ainsi que la lettre explicite envoyée à Cecilia font que Robbie est arrêté pour le viol.
Quatre ans plus tard, durant la Seconde Guerre mondiale, Robbie est libéré de prison à condition qu'il entre dans la British Army et combatte dans la Bataille de France. Séparé de son unité, il arrive à pied avec deux de ses compagnons à Dunkerque et se rappelle ses retrouvailles avec Cecilia, devenue infirmière, six mois auparavant. Briony, maintenant âgée de dix-huit ans, a abandonné ses études à l'université de Cambridge et travaille dans l'ancienne unité d'infirmières de Cecilia au St Thomas' Hospital de Londres. Elle écrit une lettre à sa sœur, mais celle-ci ne lui a jamais pardonné d'avoir pris part à l'arrestation de Robbie. Ce dernier, gravement malade à cause d'une plaie infectée, arrive sur les plages de Dunkerque, attendant d'être évacué.
Plus tard, Briony, qui regrette d'avoir accusé Robbie, apprend par les journaux que Paul Marshall, qui tient maintenant une usine servant au ravitaillement de la British Army, va se marier avec Lola. Briony se rend à la cérémonie et y réalise que c'était Paul qui avait agressé Lola. Briony va rendre visite à Cecilia pour s'excuser en face-à-face et découvre que Robbie s'est échappé et vit avec Cecilia à Londres. Briony s'excuse pour ses actions, mais Robbie est furieux qu'elle n'ait jamais réalisé la gravité de ce qu'elle a fait. Cecilia calme Robbie, qui suggère de modifier l'accusation, ce que Briony accepte. Cecilia lui dit de dire tout ce dont elle se souvient à propos de Danny Hardman, mais Briony dit que Paul était le véritable violeur et que maintenant qu'il a épousé Lola, cette dernière ne pourra pas témoigner contre son mari.
Des décennies plus tard, Briony, âgée et devenue auteure à succès, accorde une entrevue à un journal à propos de son dernier livre, un roman autobiographique intitulé Expiation. Elle avoue que la scène du livre décrivant sa visite chez Cecilia et ses excuses est totalement inventée. Cecilia et Robbie ne se sont jamais retrouvés : Robbie est décédé de septicémie à Dunkerque le matin de l'évacuation et Cecilia est décédée quelques mois plus tard dans l'inondation qui suivit l'explosion de la gare de Balham pendant le Blitz. Briony espère pouvoir donner aux deux amants, dans sa fiction, le bonheur dont elle les a privés dans la réalité. La dernière scène montre Cecilia et Robbie, réunis, en train de se rendre dans la maison au bord de la mer qu'ils voulaient visiter quand ils se retrouveraient.

## Fiche technique
- Keira Knightley à l'avant-première du film à Leicester Square (Londres).Titre : Reviens-moi
- Titre québécois : Expiation
- Titre original : Atonement
- Réalisation : Joe Wright

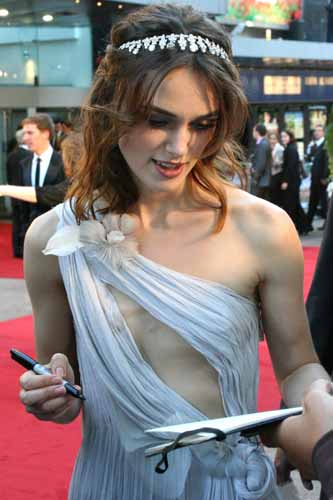
Keira Knightley à l'avant-première du film à Leicester Square (Londres).

- Scénario : Christopher Hampton, d'après Ian McEwan
- Production : Tim Bevan, Eric Fellner et Paul Webster
- Société de production : Universal Pictures, Studiocanal, Working Title Films et Relativity Media
- Société de distribution : Focus Features (USA), Universal Pictures (Royaume-Uni) et Studiocanal (France)
- Musique : Dario Marianelli
- Photographie : Seamus McGarvey
- Montage : Paul Tothill
- Décors : Sarah Greenwood
- Costumes : Jacqueline Durran
- Budget : 30 000 000 $
- Pays de production :  Royaume-Uni et  France
- Langue : anglais, français
- Genre : drame
- Durée : 123 minutes
- Format : couleur - 1,85:1 - DTS - 35 mm
- Dates de sortie :
  - Suède : 28 août 2007 (première mondiale au festival de Malmö)
  - Italie : 29 août 2007 (festival de Venise)
  - Royaume-Uni et Irlande : 7 septembre 2007
  - Canada : 10 septembre 2007 (festival de Toronto), 27 septembre 2007 (festival de Vancouver)
  - France : 5 octobre 2007 (festival du film britannique de Dinard), 9 janvier 2008 (sortie nationale)
  - Belgique : 9 janvier 2008

## Distribution
- Keira Knightley (V. F. : Sybille Tureau) : Cecilia Tallis
- James McAvoy (V. F. : Rémi Bichet) : Robbie Turner
- Saoirse Ronan (V. F. : Sarah Brannens) : Briony Tallis à l'âge de 13 ans
- Romola Garai (V. F. : Élisabeth Ventura) : Briony à l'âge de 18 ans
- Vanessa Redgrave (V. F. : Nadine Alari) : Briony âgée
- Brenda Blethyn : Grace Turner, la mère de Robbie et gouvernante des Tallis
- Harriet Walter : Emily Tallis, la mère de Cecilia, Briony et Leon
- Patrick Kennedy (V. F. : Sébastien Desjours) : Leon Tallis
- Benedict Cumberbatch (V. F. : Jean-Louis Faure) : Paul Marshall, un ami millionnaire de Leon
- Juno Temple (V. F. : Jessica Monceau) : Lola Quincey, cousine "du Nord" des Tallis, 15 ans lorsque Briony en a 13.
- Gina McKee : Sœur Drummond
- Felix von Simson : Pierrot Quincey, frère de Lola
- Charlie von Simson : Jackson Quincey, frère de Lola
- Julia West : Betty
- Alfie Allen : Danny Hardman
- Daniel Mays (V. F. : Damien Witecka) : Tommy Nettle, le soldat subordonné de Robbie
- Nonso Anozie (V. F. : Yann Guillemot) : Frank Mace
- Michelle Duncan (en) : Fiona Maguire
- Jérémie Renier (V. F. : lui-même) : Luc Cornet, le blessé français à l'hôpital
- Michel Vuillermoz
- Lionel Abelanski

Version Française
- Société de doublage : Dubbing Brothers
- Direction artistique : Michel Derain

Source et légende : Version française (VF) sur carton du doublage français

## Production

### Pré-production
Joe Wright fit appel à Debra Hayward, Liza Chasin, Jane Frazer, Sarah Greenwood, Paul Tothill, Jacqueline Durran et Dario Marianelli pour une autre collaboration après notamment Orgueil et Préjugés en 2005. Dans une entrevue, Wright dit : « C'est important pour moi de travailler avec les mêmes personnes. Il y a un sentiment de sécurité et de compréhension entre nous. » Le scénario est tiré du roman de 2001 d'Ian McEwan et adapté par Christopher Hampton. Ce dernier avait en réalité déjà lu le roman et avait déjà commencé à l'adapter en script d'un point de vue plus historique et ayant à l'esprit le réalisateur Richard Eyre. Quand Joe Wright devient le réalisateur du projet, il décida d'approcher le film d'une manière différente et demanda à Hampton de réécrire la plus grande partie de son scénario, de façon plus contemporaine et fidèle au livre,.
Pour recréer le cadre de la Seconde Guerre mondiale, des historiens ont été engagés pour examiner des tableaux, des photographies et des films ainsi que des archives. Les scènes de guerre sont filmées sur des littoraux réels. Katie Spencer et Sarah Greenwood ont étudié le magazine Country Life pour trouver des inspirations de décors extérieurs et intérieurs. Seamus McGarvey travailla beaucoup avec Wright sur les techniques et les mouvements utilisés pour recréer l'esthétique voulue.

### Casting

#### Cecilia Tallis
Ayant déjà travaillé avec Keira Knightley dans Orgueil et Préjugés, Joe Wright a exprimé son admiration pour l'actrice, notamment pour la force qu'elle trouve pour incarner des personnages qui risquent de ne pas être aimés par le public et de ne pas avoir peur de la réception de ce dernier : « Je trouve que c'est une actrice extraordinaire. [...] C'est pas un personnage qui n'est pas toujours aimable et je trouve que beaucoup de jeunes acteurs d'aujourd'hui sont terrifiés de ne pas être appréciés par le public qui ne donnera plus d'argent pour venir les voir au cinéma. Keira n'a pas peur de cela. Elle met toujours l'art au premier plan. » ; « Keira Knightley se trouvait dans la situation opposée à celle de James McAvoy : c'était une jeune et belle femme, mais toujours sous-estimée en tant qu'actrice malgré ses efforts acharnés depuis ses sept ans. » Pour préparer son rôle, Keira Knightley étudia le naturalisme des films des années 1930 et 1940, comme Brève rencontre et Ceux qui servent en mer, que Joe Wright désirait imiter pour Reviens-moi.

#### Robbie Turner
James McAvoy, malgré son refus de travailler avec Joe Wright sur plusieurs précédents projets, demeurait le premier choix du réalisateur. De nombreux acteurs passèrent le casting mais McAvoy se vit offrir le rôle : il convenait à Joe Wright, qui recherchait quelqu'un avec « l'habileté d'emmener le public avec lui dans son voyage tant physique que personnel ». James McAvoy décrit Robbie Turner comme l'un des personnages les plus difficiles qu'il ait eu à jouer car il est « très direct ». Joe Wright dit en développant qu'il y a « quelque chose d'incontestablement charmant chez McAvoy ». Le réalisateur dit avoir senti « l'alchimie sexuelle palpable » entre James McAvoy et Keira Knightley instantanément ; son seul doute était de « savoir si cet Écossais d'1m70 pâle comme un fantôme et à la carrure maigre pouvait voler la vedette à l'écran ».

#### Briony Tallis
De plus, le casting de Briony Tallis se révéla être un véritable défi, mais lorsque Joe Wright découvrit Saoirse Ronan, l'engagement de cette dernière permit à Joe Wright de vraiment commencer le tournage. Joe Wright dit à propos du casting : « Nous avons rencontré beaucoup, beaucoup d'enfants pour ce rôle. Puis on nous a envoyé cette audition de cette petite fille avec un parfait accent britannique des années 1920. Nous avons immédiatement vu son intensité, son dynamisme et sa volonté. » Après avoir invité Saoirse Ronan à venir à Londres pour auditionner en personne, le réalisateur fut non seulement impressionné par son accent irlandais, mais également pour ses capacités d'actrice uniques. Joe Wright dit que la décision de prendre Saoirse Ronan a permis au film « d'être ce qu'il est devenu » et considère sa participation au projet comme une « chance ».
Abbie Cornish était d'abord pressentie pour jouer le rôle de Briony Tallis à dix-huit ans, mais elle dut se retirer du projet car elle travaillait déjà sur Elizabeth : l'Âge d'or. Romola Garai fut finalement choisie et dut adapter sa performance et son apparence pour correspondre à Saoirse Ronan et Vanessa Redgrave. Romola Garai passa beaucoup de temps avec Saoirse Ronan et étudia des enregistrements de la jeune actrice pour se rapprocher de ses mouvements.
Vanessa Redgrave était le choix idéal de tout le monde pour jouer Briony Tallis âgée et fut la première actrice approchée pour le rôle. Elle accepta après seulement une réunion avec Joe Wright. Saoirse Ronan, Romola Garai et elle-même travaillèrent avec un entraîneur vocal pour garder un timbre de voix similaire tout le long du film.

### Tournage

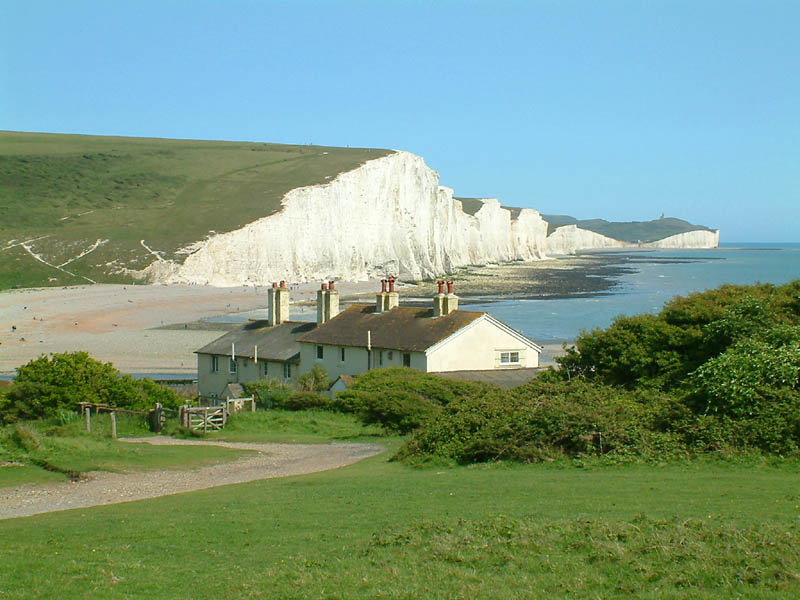
Les falaises Seven Sisters, dans le Sussex.

Le film est produit par StudioCanal et est tourné pendant l'été 2006 en Grande-Bretagne.
À cause du manque de budget pour financer les mille figurants nécessaires et du manque de temps – deux jours seulement – pour filmer les scènes sur la plage de Dunkerque, les scènes prévues furent réduites en un seul plan-séquence de cinq minutes et demie suivant le personnage de James McAvoy. La scène devait être tournée à une heure très spéciale de l'après-midi et a été tournée en trois prises, la quatrième ayant dû être arrêtée à cause de la luminosité insuffisante.

#### Lieux
Les scènes au manoir des Tallis sont filmées au manoir de Stokesay Court, à Onibury, dans le Shropshire,,.
Le plan-séquence sur la plage de Dunkerque n'est en réalité pas filmé dans la ville française mais à Redcar,,,. Les scènes intérieures et extérieures dans les rues de Dunkerque sont filmées sur le port de Grimsby.
Les scènes dans les alentours de Balham, dans la nouvelle demeure de Cecilia Tallis, sont filmées dans le quartier de Streatham, à Londres.
Le mariage de Paul et Lola se déroule à l'église St John's Smith Square, à Westminster. L'explosion de la gare de Balham est filmée dans la station de métro Aldwych sur la ligne Picadilly de Londres, fermée depuis les années 1990. Les scènes d'intérieur au St Thomas' Hospital sont filmées à Park Place, dans le Berkshire, et les scènes d'extérieur à l'University College de Londres.
La troisième partie du film est entièrement filmée dans les bureaux de la BBC, à Londres. La scène finale est filmée aux Seven Sisters, dans le Sussex.

## Musique
La bande originale du film est composée par Dario Marianelli et interprétée par l'English Chamber Orchestra, le pianiste classique Jean-Yves Thibaudet et la violoncelliste Caroline Dale. Il s'agit de la deuxième collaboration entre Dario Marianelli et Joe Wright après Orgueil et Préjugés en 2005.
Dario Marianelli gagne l'Oscar de la meilleure musique de film et le Golden Globe de la meilleure musique de film pour Reviens-moi.
Les éléments les plus notables de la bande originale sont l'utilisation du piano et de la machine à écrire, souvent directement influencée par les actions des personnages. Le title de la quatrième piste, Cee, You and Tea, traduit littéralement par « Cee [surnom de Cecilia], toi et du thé », est un jeu de mots avec l'épellation anglaise du mot cunt, « con » en anglais, mot dans la lettre de Robbie que Briony intercepte et qui démarre la plus importante chaîne d'événements du film. L'album n'inclut pas la chanson entendue dans la bande-annonce, The Vision de Chris Field.

### Liste des titres
1. Briony (Dario Marianelli) – 1:44
2. Robbie's Note (Dario Marianelli) – 3:04
3. Two Figures By a Fountain (Dario Marianelli) – 1:15
4. Cee, You and Tea (Dario Marianelli) – 2:25
5. With My Own Eyes (Dario Marianelli) – 4:40
6. Farewell (Dario Marianelli) – 3:32
7. Love Letters (Dario Marianelli) – 3:09
8. The Half Killed (Dario Marianelli) – 2:09
9. Rescue Me (Dario Marianelli) – 3:17
10. Elegy for Dunkirk (Dario Marianelli) – 4:15
11. Come Back (Dario Marianelli) – 4:28
12. Denouement (Dario Marianelli) – 2:27
13. The Cottage on the Beach (Dario Marianelli) 3:24
14. Atonement (Dario Marianelli) – 5:18
15. Suite bergamasque : Clair de lune (Claude Debussy) – 4:52

## Accueil

### Box-office
Le film est un succès commercial et atteint les 131 millions de dollars de recettes à l'international pour un budget estimé de 30 millions de dollars,.
| Pays ou région | Box-office      | Date d'arrêt du box-office | Nombre de semaines |
| -------------- | --------------- | -------------------------- | ------------------ |
| Mondial        | 131 016 624 USD | —                          | —                  |
| États-Unis     | 49 391 133 USD  | 24 février 2008            | 21                 |
| France         | 265 984 entrées | 29 janvier 2008            | 3                  |

### Critique
Reviens-moi a été globalement bien reçu par les critiques anglophones, obtenant un pourcentage de 83 % sur le site Rotten Tomatoes, fondé sur 217 commentaires collectés et une note moyenne de 7.44⁄10 et une moyenne de 85⁄100 sur le site Metacritic basé sur 36 commentaires. Rotten Tomatoes dit du film : « Reviens-moi présente de très fortes performances, une photographie brillante et une bande originale unique. Avec des performances maîtrisées de James McAvoy et Keira Knightley, c'est une adaptation réussie du roman de Ian McEwan. »
Au Royaume-Uni, le film est listé troisième sur la liste des 25 meilleurs films de 2007 du magazine Empire. Le critique américain Roger Ebert lui donne quatre étoiles et dit dans sa critique qu'il s'agit d'« un des meilleurs films de l'année et un candidat certain aux Oscars ». Le film reçoit des éloges quasi-unanimes, solidifiant l'image de Keira Knightley comme star des drames d'époque et propulsant considérablement la carrière de James McAvoy et de Saoirse Ronan.

### Distinctions
Reviens-moi remporte l'Oscar de la meilleure musique de film lors de la 80e cérémonie des Oscars et est nommé dans six autres catégories. Il est également nommé quatorze fois lors de la 61e cérémonie des British Academy Film Awards et remporte le Golden Globe du meilleur film dramatique lors de la 65e cérémonie des Golden Globes.

### Impact culturel
La robe verte que le personnage de Keira Knightley porte pendant la scène dans la bibliothèque a suscité un intérêt considérable. Lors du dixième anniversaire de l'avant-première du film, Jacqueline Durran la décrit comme « inoubliable ».

### Anachronismes
Le film montre un bombardier Avro Lancaster dans le ciel, un modèle dont le premier vol n'a lieu qu'en 1941.
Pendant la scène où Robbie écrit des lettres pour Cecilia, il joue sans cesse un enregistrement du duo de l'acte I de La bohème chanté par Victoria de los Ángeles et Jussi Björling, qui n'est pas enregistré avant 1956.
Pendant la scène sur la plage de Dunkerque, on dit à Robbie que le Lancastria a coulé, un événement qui a en réalité lieu deux semaines après l'évacuation de Dunkerque.
Dans la scène finale, Briony dit que l'explosion de la gare de Balham a lieu de 15 octobre 1940. Cependant, l'événement est arrivé dans la soirée précédente avant minuit : l'événement a donc eu lieu le 14 octobre.